# Sisyrinchium johnstonii
Sisyrinchium johnstonii är en irisväxtart som beskrevs av Paul Carpenter Standley. Sisyrinchium johnstonii ingår i släktet gräsliljor, och familjen irisväxter. Inga underarter finns listade i Catalogue of Life.